# Homonyx planicostatus
Homonyx planicostatus är en skalbaggsart som beskrevs av Blanchard 1851. Homonyx planicostatus ingår i släktet Homonyx och familjen Rutelidae. Inga underarter finns listade i Catalogue of Life.